# Library of Congress
De Library of Congress in Washington is de nationale bibliotheek van de Verenigde Staten en een van de belangrijkste bibliotheken ter wereld. Formeel is de Library of Congress een agentschap van het Amerikaans Congres.

## Geschiedenis
De Library of Congress werd in 1800 gesticht als de onderzoeksbibliotheek van het Amerikaans Congres. President Adams stelde voor dat doel een bedrag beschikbaar van 5000 dollar. Deze boekerij ging echter bij de Britse aanval op Washington van 1812 verloren. Daarop stelde oud-president Jefferson zijn eigen bibliotheek beschikbaar, die in 1815 door het Congres werd aangekocht voor 23.950 dollar.
Later kreeg de bibliotheek de rol van depot voor de auteursrechtelijke bescherming van werken. Wie in de Verenigde Staten zijn werk auteursrechtelijk wilde beschermen, moest twee exemplaren van zijn werk gratis bij de bibliotheek afgeven. Deze regeling is tegenwoordig niet meer van kracht.
Van 1987 tot zijn dood in 2015 was James H. Billington de 13e directeur. Van 2016 tot 2025 was Carla Hayden de 14e directeur van de Library of Congress.

## Collecties
Met zo'n 155 miljoen documenten is de Library of Congress een van de grootste bibliotheken ter wereld. Er wordt elke vier seconden een nieuw document aangeboden. Er worden 29 miljoen boeken en andere drukwerken, 2,7 miljoen geluidopnames, 12 miljoen foto's, 4,8 miljoen plattegronden en 58 miljoen handschriften bewaard. Om de documenten te ontsluiten ontwikkelde de Library of Congress een eigen classificatie afgekort als de Lcc. De meeste universiteitsbibliotheken in de VS hanteren het systeem. Het inventarisnummer van de Library of Congress wordt bij veel boeken bij voorbaat in het boek afgedrukt. De meeste openbare bibliotheken in de VS passen de Dewey Decimale Classificatie toe. Tevens wordt door de bibliotheek de website American Memory beheerd.

## Vestigingen
De bibliotheek heeft drie gebouwen in Washington. De belangrijkste boeken, bijvoorbeeld een exemplaar van de Gutenbergbijbel, worden daar bewaard.

logo van Library of Congress
andere versie van het logo
officiële zegel